# Lista odcinków serialu Fargo
Poniżej znajduje się lista odcinków serialu telewizyjnego Fargo – emitowanego przez amerykańską stację telewizyjną  FX (stacja telewizyjna) od 15 kwietnia 2014 roku. W Polsce serial był dostępny od 24 lipca 2014 roku w usłudze nSeriale / Seriale+. Serial jest emitowany także od 19 października 2014 roku przez Ale Kino+
| Sezon | Sezon | Odcinki | Oryginalna emisja    | Oryginalna emisja | Oryginalna emisja    | Oryginalna emisja | Oryginalna emisja |
| Sezon | Sezon | Odcinki | Premiera sezonu      | Finał sezonu      | Premiera sezonu      | Finał sezonu      |                   |
| ----- | ----- | ------- | -------------------- | ----------------- | -------------------- | ----------------- | ----------------- |
|       | 1     | 10      | 15 kwietnia 2014     | 17 czerwca 2014   | 21 lipca 2014        | 22 września 2014  |                   |
|       | 2     | 10      | 12 października 2015 | 14 grudnia 2015   | 13 października 2015 | 15 grudnia 2015   |                   |
|       | 3     | 10      | 19 kwietnia 2017     | 21 czerwca 2017   | 20 kwietnia 2017     | 22 czerwca 2017   |                   |

## Sezon 1 (2014)
| Nr | #  | Tytuł                          | Reżyseria       | Scenariusz  | Premiera FX      | Premiera nSeriale / Seriale+ |
| -- | -- | ------------------------------ | --------------- | ----------- | ---------------- | ---------------------------- |
| 1  | 1  | The Crocodile's Dilemma        | Adam Bernstein  | Noah Hawley | 15 kwietnia 2014 | 21 lipca 2014                |
| 2  | 2  | The Rooster Prince             | Adam Bernstein  | Noah Hawley | 22 kwietnia 2014 | 28 lipca 2014                |
| 3  | 3  | A Muddy Road                   | Randall Einhorn | Noah Hawley | 29 kwietnia 2014 | 4 sierpnia 2014              |
| 4  | 4  | Eating the Blame               | Randall Einhorn | Noah Hawley | 6 maja 2014      | 11 sierpnia 2014             |
| 5  | 5  | The Six Ungraspables           | Colin Bucksey   | Noah Hawley | 13 maja 2014     | 18 sierpnia 2014             |
| 6  | 6  | Buridan's Ass                  | Colin Bucksey   | Noah Hawley | 20 maja 2014     | 25 sierpnia 2014             |
| 7  | 7  | Who Shaves the Barber?         | Scott Winant    | Noah Hawley | 27 maja 2014     | 1 września 2014              |
| 8  | 8  | The Heap                       | Scott Winant    | Noah Hawley | 3 czerwca 2014   | 8 września 2014              |
| 9  | 9  | A Fox, a Rabbit, and a Cabbage | Matt Shakman    | Noah Hawley | 10 czerwca 2014  | 15 września 2014             |
| 10 | 10 | Morton's Fork                  | Matt Shakman    | Noah Hawley | 17 czerwca 2014  | 22 września 2014             |

## Sezon 2 (2015)
| Nr | #  | Tytuł                            | Reżyseria                           | Scenariusz                            | Premiera FX          | Premiera nSeriale / Seriale+ |
| -- | -- | -------------------------------- | ----------------------------------- | ------------------------------------- | -------------------- | ---------------------------- |
| 11 | 1  | Waiting for Dutch                | Michael Uppendahl / Randall Einhorn | Noah Hawley                           | 12 października 2015 | 13 października 2015         |
| 12 | 2  | Before the Law                   | Noah Hawley                         | Noah Hawley                           | 19 października 2015 | 20 października 2015         |
| 13 | 3  | Myth of Sysiphus                 | Michael Uppendahl                   | Bob DeLaurentis                       | 26 października 2015 | 27 października 2015         |
| 14 | 4  | Fear and Trembling               | Michael Uppendahl                   | Steve Blackman                        | 2 listopada 2015     | 3 listopada 2015             |
| 15 | 5  | The Gift of the Magi             | Jeffrey Reiner                      | Matt Wolpert, Ben Nedivi              | 9 listopada 2015     | 10 listopada 2015            |
| 16 | 6  | Rhinoceros                       | Jeffrey Reiner                      | Noah Hawley                           | 16 listopada 2015    | 17 listopada 2015            |
| 17 | 7  | Did You Do This? No, You Did It! | Keith Gordon                        | Noah Hawley, Matt Wolpert, Ben Nedivi | 23 listopada 2015    | 24 listopada 2015            |
| 18 | 8  | Loplop                           | Keith Gordon                        | Bob DeLaurentis                       | 30 listopada 2015    | 1 grudnia 2015               |
| 19 | 9  | The Castle                       | Adam Arkin                          | Noah Hawley, Steve Blackman           | 7 grudnia 2015       | 8 grudnia 2015               |
| 20 | 10 | Palindrome                       | Adam Arkin                          | Noah Hawley                           | 14 grudnia 2015      | 15 grudnia 2015              |

## Sezon 3 (2017)
| Nr | #  | Tytuł                              | Reżyseria         | Scenariusz                            | Premiera FX      | Premiera nSeriale / Seriale+ |
| -- | -- | ---------------------------------- | ----------------- | ------------------------------------- | ---------------- | ---------------------------- |
| 21 | 1  | The Law of Vacant Places           | Noah Hawley       | Noah Hawley                           | 19 kwietnia 2017 | 20 kwietnia 2017             |
| 22 | 2  | The Principle of Restricted Choice | Michael Uppendahl | Noah Hawley                           | 26 kwietnia 2017 | 27 kwietnia 2017             |
| 23 | 3  | The Law of Non-Contradiction       | John Cameron      | Matt Wolpert, Ben Nedivi              | 3 maja 2017      | 4 maja 2017                  |
| 24 | 4  | The Narrow Escape Problem          | Michael Uppendahl | Monica Beletsky                       | 10 maja 2017     | 11 maja 2017                 |
| 25 | 5  | The House of Special Purpose       | Dearbhla Walsh    | Bob DeLaurentis                       | 17 maja 2017     | 18 maja 2017                 |
| 26 | 6  | The Lord of No Mercy               | Dearbhla Walsh    | Noah Hawley                           | 24 maja 2017     | 25 maja 2017                 |
| 27 | 7  | The Law of Inevitability           | Mike Barker       | Noah Hawley, Matt Wolpert, Ben Nedivi | 31 maja 2017     | 1 czerwca 2017               |
| 28 | 8  | Who Rules the Land of Denial?      | Mike Barker       | Noah Hawley, Monica Beletsky          | 7 czerwca 2017   | 8 czerwca 2017               |
| 29 | 9  | Aporia                             | Keith Gordon      | Noah Hawley, Bob DeLaurentis          | 14 czerwca 2017  | 15 czerwca 2017              |
| 30 | 10 | Somebody to Love                   | Keith Gordon      | Noah Hawley                           | 21 czerwca 2017  | 22 czerwca 2017              |